# Heigelkopf
Der Heigelkopf oder Heiglkopf ist ein 1218 m ü. NHN hoher Berg auf dem Gebiet der Gemeinde Wackersberg, südlich von Bad Tölz in Bayern. Von seinem Gipfel bietet sich eine Aussicht ins Tal der Isar. Er kann als Bergwanderung erreicht werden, z. B. von Wackersberg aus oder über den Blomberg.

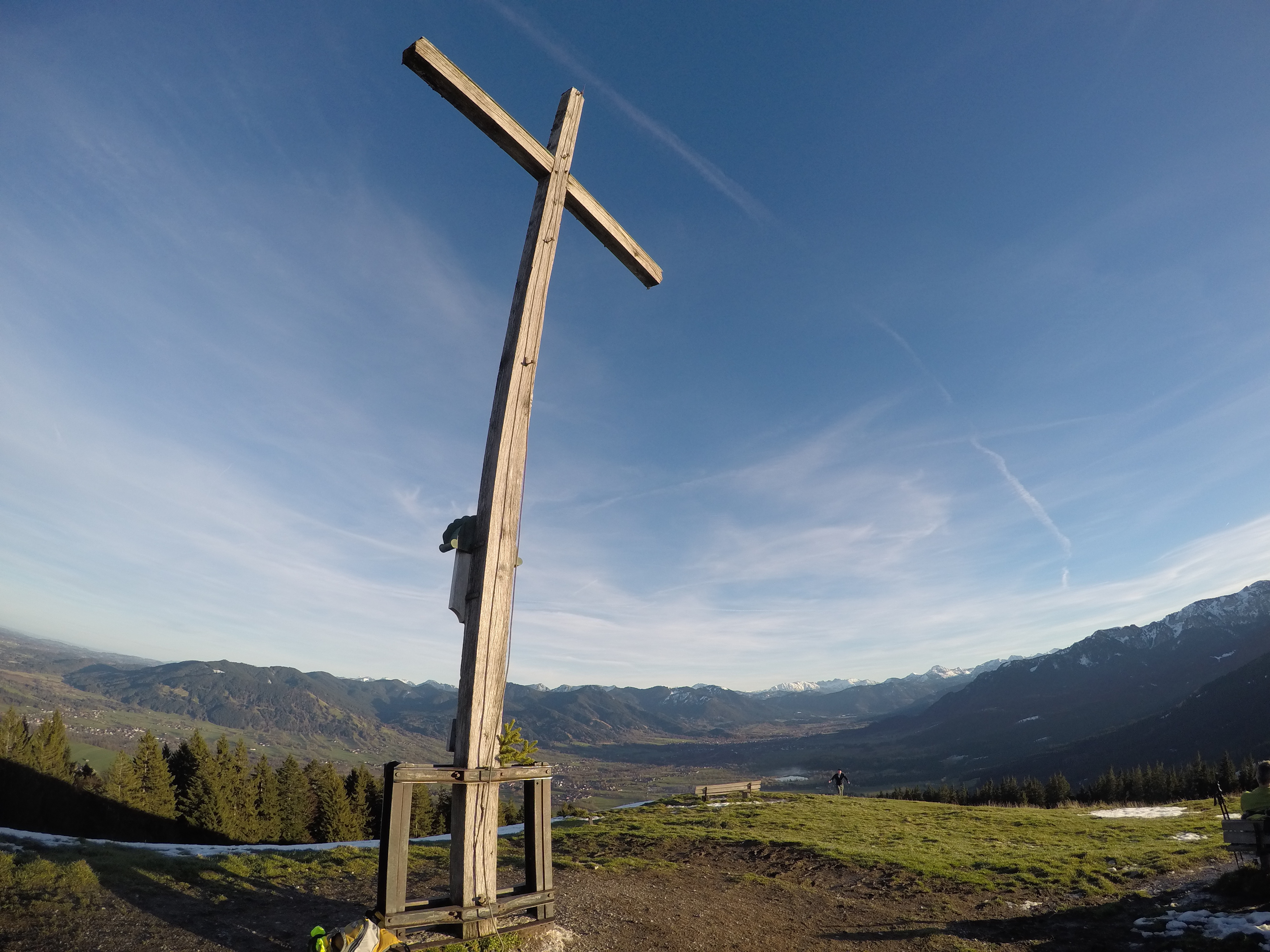
Gipfelkreuz und Blick in den Isarwinkel
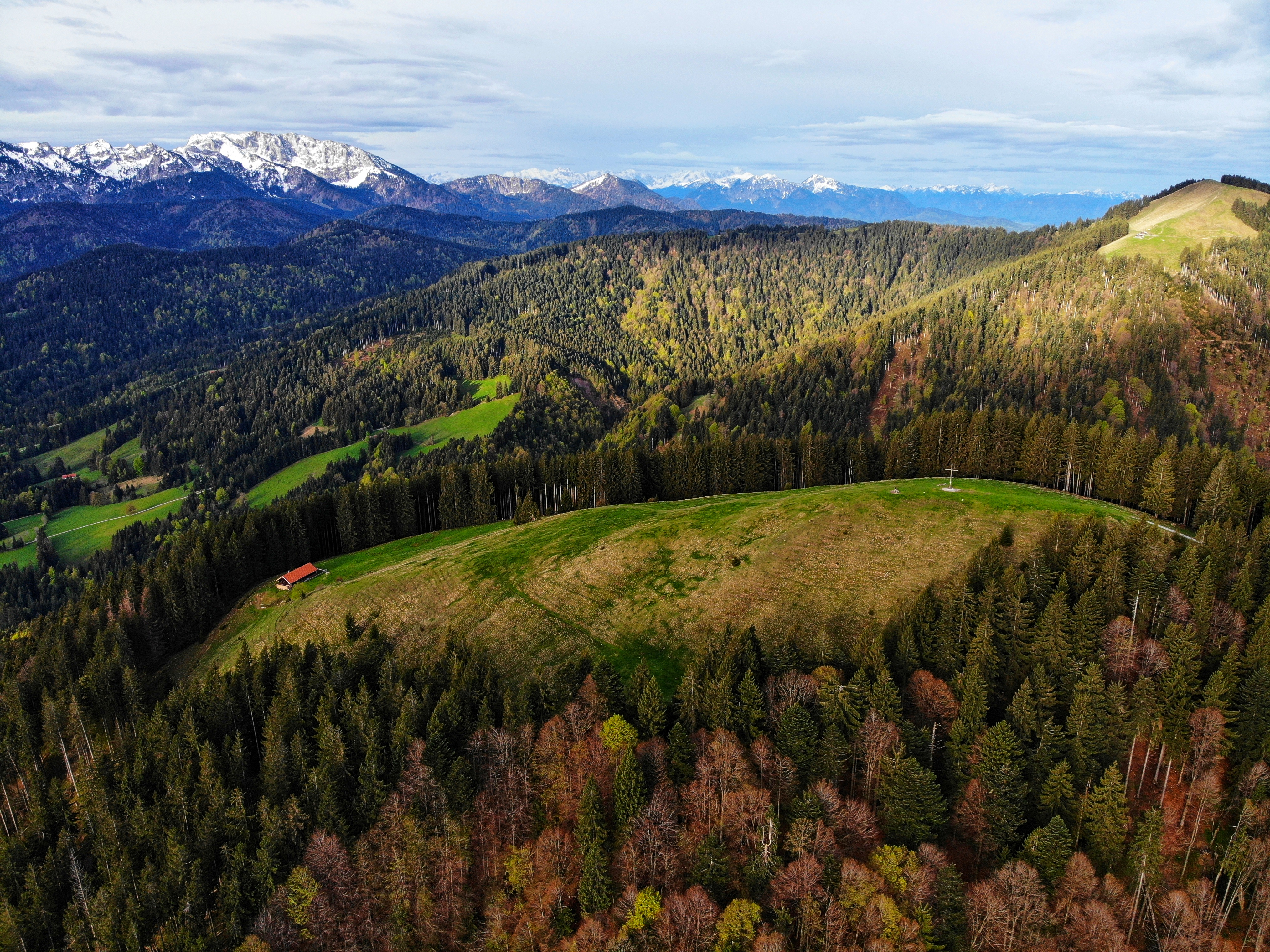
Heiglkopf aus der Luft gesehen

## Trivia
Im März 2007 erlangte der Heigelkopf Bekanntheit auch außerhalb des deutschsprachigen Raums, da er in Google Earth neben seinem eigentlichen Namen als Hitler-Berg bezeichnet wurde. Nach Angaben von Heimatforschern wurde er tatsächlich im April 1934 durch einen Beschluss des Gemeinderats von Wackersberg Adolf Hitler gewidmet und in Hitler-Berg umbenannt. Zudem wurde auf dem Gipfel ein großes beleuchtetes Hakenkreuz aufgestellt. Google Earth hatte den Namen wahrscheinlich aus den Karten des US-Geheimdienstes NGA übernommen. Auf historischen Karten im BayernAtlas ist der Name Hitler-B. von 1937 bis 1942 verzeichnet. Die Bezeichnung wurde nach Angaben von Google Earth bei einem „außerplanmäßigen Update“ endgültig entfernt. Im Januar 2014 wurde darüber berichtet, dass Google Maps den Heiglkopf weiterhin findet, wenn der Suchbegriff Hitler-Berg eingegeben wird. Entgegen Presseberichten wurde diese Weiterleitung bisher nicht deaktiviert, der Berg ist in Google Maps immer noch als „Hitler-Berg“ zu finden.
Die Volksmusik-Band Dreiviertelblut thematisiert Überlieferungen aus der Zeit des Dritten Reichs vom Heiglkopf in ihrem Debütalbum Lieder vom Unterholz.